# Martina Altenberger
Martina Altenberger (...) è un'ex sciatrice alpina austriaca paralimpica, che ha rappresentato l'Austria nello sci alpino paralimpico ai Giochi paralimpici invernali del 1988 a Innsbbruck, vincitrice di tre medaglie d'oro.

## Carriera
Partecipante alle Paralimpiadi invernali di Innsbruck del 1988 nella categoria LW6/8, Altenberger ha vinto tre medaglie d'oro: nello slalom gigante (con un tempo di 1:45.59, l'atleta austriaca ha superato la statunitense Kathy Pitcher, argento in 2:00.57 e la polacca Eszbieta Dadok, bronzo in 2:06.05), slalom speciale (tempo realizzato 1:15.63; al 2º posto 
Gunilla Ahren in 1:19.09 e al 3º posto Eszbieta Dadok in 1:37.46) e discesa libera (gara conclusa in 1:13.87, davanti a Nancy Gustafson	in 1:14.51 e Gunilla Ahren in 1:17.64).

## Palmarès

### Paralimpiadi
- 3 medaglie:
  - 3 ori (slalom gigante LW6/8, slalom speciale LW6/8 e discesa libera LW6/8 a Innsbruck 1988)